# 2012年のル・マン24時間レース
2012年のル・マン24時間レース（仏: 24 Heures du Mans 2012）は、80回目のル・マン24時間レースであり、2012年のFIA 世界耐久選手権第3戦として、2012年6月16日から6月17日にかけてフランスのサルト・サーキットで行われた。

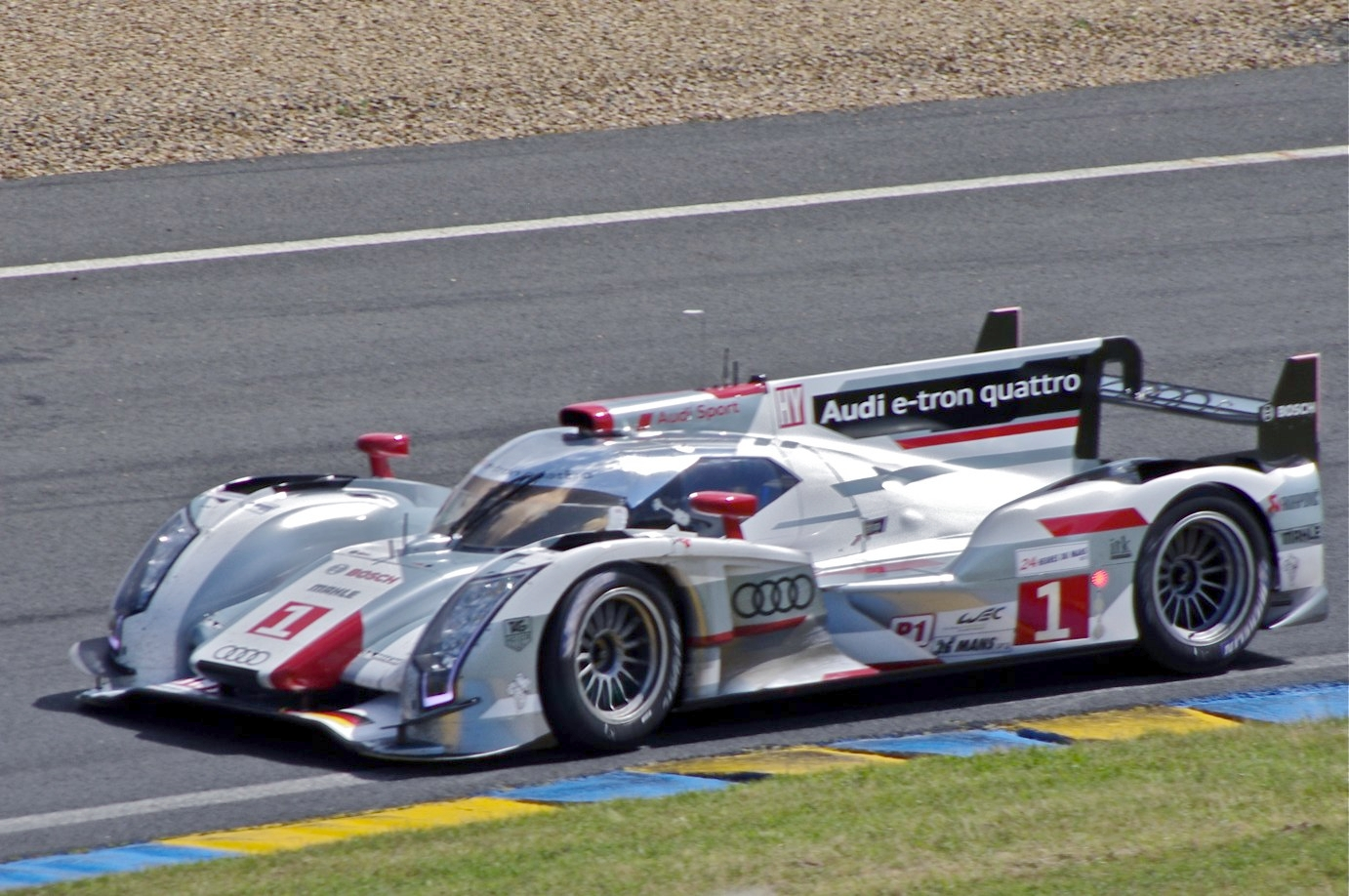
総合優勝したアウディ・R18 e-tron クアトロ。フェスラー、トレルイエ、ロッテラーがドライブ。

2012年はマルセル・フェスラー、ブノワ・トレルイエ、アンドレ・ロッテラーがドライブするアウディ・R18 e-tron クアトロが総合優勝を果たした。これは姉妹車であるアウディ・R18のハイブリッド・バージョンであった。ラップ数は通常動力バージョンのR18 ウルトラを3ラップ上回った。この勝利はハイブリッド車による初の勝利であり、同時に4輪駆動車による初勝利であった。

## スケジュール
テストセッションは決勝の2週間前、6月3日に実施された。これはフォーミュラ1のイベントとの衝突を避けるためのものであった。決勝もF1イベントとの衝突を避けるように計画された。
| スケジュール                              | スケジュール                     | スケジュール                                   |
| 日程                                      | 時刻 (CEST)                      | イベント                                       |
| ル・マン テストデー スケジュール          | ル・マン テストデー スケジュール | ル・マン テストデー スケジュール               |
| ----------------------------------------- | -------------------------------- | ---------------------------------------------- |
| 6月1日(金)                                | 09:00 - 18:00                    | スポーツチェック、公開車検                     |
| 6月2日(土)                                | 09:00 - 15:00                    | スポーツチェック、公開車検                     |
| 6月3日(日)                                | 09:00 - 13:00                    | フリー・プラクティス                           |
| 6月3日(日)                                | 14:00 - 18:00                    | フリー・プラクティス                           |
| 2012年のル・マン24時間レース スケジュール |                                  |                                                |
| 6月10日(日)                               | 14:30 - 19:00                    | スポーツチェック、公開車検                     |
| 6月11日(月)                               | 10:00 - 18:00                    | スポーツチェック、公開車検                     |
| 6月13日(水)                               | 16:00 - 20:00                    | フリー・プラクティス                           |
| 6月13日(水)                               | 22:00 - 24:00                    | 予選                                           |
| 6月14日(木)                               | 19:00 - 21:00                    | 予選                                           |
| 6月14日(木)                               | 22:00 - 24:00                    | 予選                                           |
| 6月15日(金)                               | 17:30 - 19:30                    | 第18回ドライバー・パレード（ル・マン市中央部） |
| 6月16日(土)                               | 09:00 - 09:45                    | ウォームアップ                                 |
| 6月16日(土)                               | 15:00                            | 第80回ル・マン24時間レース スタート            |
| 6月17日(日)                               | 15:00                            | 第80回ル・マン24時間レース フィニッシュ        |

## エントリー
2012年はフランス西部自動車クラブ (ACO) が56台のエントリーを認めた2年目のシーズンである。エントリーはLMP1（ル・マン・プロトタイプ 1）、LMP2（ル・マン・プロトタイプ 2）、LMGTE Pro（ル・マンGTエンデュランス・プロフェッショナル）、LMGTE Am（ル・マンGTエンデュランス・アマチュア）に区分された。最終、56番目のエントリーはニッサン製エンジンを搭載したデルタウィングであるが、これはいずれのカテゴリにも所属しない。

### 自動エントリー
自動エントリーの権利は前年度チャンピオン、またはアメリカン・ル・マン・シリーズ、ル・マン・シリーズ、プチ・ル・マンといったル・マンをベースとしたシリーズの優勝者に与えられる。またいくつかのシリーズは2位にも与えられた。これに加えミシュラン・エナジー・エンデュランス・チャレンジ勝者にも与えられた。また、フォーミュラ・ル・マンの勝者にも与えられた。
自動エントリーが認められたチームは、車両は前年度の車両から変更することができるが、カテゴリーの変更は認められない。しかしながら、2つのGTEカテゴリーでは、これらのチームによって選ばれたドライバーラインアップに基づくチーム間での交換が可能である。アメリカン・ル・マン・シリーズはプロとアマチュアのカテゴリーが分けられていないので、自動エントリーは1チームのみとなった。
| エントリー条件                                                                   | LMP1                                            | LMP2                         | LMGTE Pro              | LMGTE Am                           |
| -------------------------------------------------------------------------------- | ----------------------------------------------- | ---------------------------- | ---------------------- | ---------------------------------- |
| 前年度優勝                                                                       | アウディ・スポーツチーム ヨースト               | グリーヴズ・モータースポーツ | コルベット・レーシング | ラルブル・コンペティション         |
| 2011年のル・マン・シリーズ優勝                                                   | レベリオン・レーシング                          | グリーヴズ・モータースポーツ | AFコルセ               | IMSA・パフォーマンス・マットムート |
| 2011年のル・マン・シリーズ2位                                                    | ペスカロロ・チーム                              | ストラッカ・レーシング       | JMWモータースポーツ    | AFコルセ                           |
| 2011年のアメリカン・ル・マン・シリーズ優勝                                       | ダイソン・レーシングチーム                      | Not Awarded                  | BMW チーム・RLL        |                                    |
| 2011年のアメリカン・ル・マン・シリーズ2位                                        | マッスル・ミルク アストンマーティン・レーシング | Not Awarded                  | コルベット・レーシング |                                    |
| 2011年のプチ・ル・マン優勝                                                       | プジョー・スポール トタル                       | レベル5・モータースポーツ    | AFコルセ               | クローン・レーシング               |
| 2011年のル・マン・シリーズ・エナジー・エンデュランス・チャレンジ優勝             | ペスカロロ・チーム                              |                              | AFコルセ               |                                    |
| 2011年のアメリカン・ル・マン・シリーズ・エナジー・エンデュランス・チャレンジ優勝 | ダイソン・レーシングチーム                      |                              | BMW チーム・RLL        |                                    |
| 2011年のル・マン・シリーズFLMカテゴリー優勝                                      |                                                 | ペガサス・レーシング         |                        |                                    |

#### 56番目のエントリー
2012年の56番目のエントリーについてACOはエコ技術のプロモートのためのエントリーとした。3つのプロジェクトがACOに承認され、その中からアメリカのグループ、プロジェクト56によるデルタウィングのコンセプトが出場することとなった。これは元々インディカー・シリーズのために提案されたプロジェクトであった。非常に軽量な車両はユニークなレイアウトを持ち、ル・マン・プロトタイプとはかけ離れたスタイルであった。このプロジェクトはハイクロフト・レーシング、オール・アメリカン・レーサーズ、パノス・グループからの支援を受けた。デルタウィング・チームが撤退した場合のリザーブエントリーは、スイスで開発されたグリーンGT LMP-H2、これは水素燃料電池を用いたモーターを使用したル・マン・プロトタイプのボディを持つ車両と、もう一つ、フランスのクラージュ 0.12、電気自動車であった。

### エントリーリスト
2012年のFIA 世界耐久選手権のエントリー発表に関連して、ACOはル・マンに参戦する56台の完全なエントリーリスト、加えてリザーブ9台を発表した。4月16日、ACOは改訂リストを発表し、ダイソン・レーシングの撤退が明らかになった。ステータス・グランプリとマーフィー・プロトタイプスがダイソンに代わってリザーブリストから追加になった。また、リザーブリストからいくつかのチームの撤退が発表され、その中にはジェットアライアンス・レーシング、ホープ・レーシング、ロータス・カーズ、アストンマーティン・レーシングが含まれた。
当初の9台のリザーブ・エントリーはLMP5台、GTE4台に割り振られた。最初のリザーブリストのいずれのクラスの車よりも、撤退するLMPクラスの車には別のLMPクラスの車が代わって出場できる。そして、これらは同様にGTにも適用される。この過程においてLMPとGTの中の特定クラスは考慮されない。テストデー当日はリザーブエントリーの内の3台が残った状態で、それらはロータスのLMPの2台目、IMSA・パフォーマンス・マットムートのLMGTE Proのポルシェ、プロトン・コンペティションのLMGTE Amのポルシェであった。

## 予選
予選は3回、各2時間ずつ行われた。第1セッションは水曜の夜に行われ、アウディのトリオがリードした。1番車は3:25.453のラップタイムを記録した。トヨタ・TS030の第1セッションにおけるタイムはアウディに1.7秒遅れの4位であった。ティリエ・バイ・TDS・レーシングのオレカ-ニッサンはマーフィー・プロトタイプスは0.2秒の差を付けてLMP2をリードした。LMGTE Proカテゴリーのトップはコルベット・レーシングの74番車で3:55.910というタイムでラグジュアリー・レーシングのフェラーリとコルベット73番車の上に立った。LMGTE Amカテゴリーのトップはフライング・リザード・モータースポーツで、プロスピードのポルシェを0.5秒上回った。
予選第2セッションは木曜日の夜に行われた。大半の車が前日のタイムを上回り、暫定ポールポジションは3:24.078でアウディの3番車となった。LMP2カテゴリーではオーク・レーシングのモーガン-ジャッド24番車がシグナテックのオレカ-ニッサンを上回った。LMGTE Proカテゴリーではラグジュアリー・レーシングがコルベットに代わって0.5秒以上の差を付けてトップに躍り出て、アストンマーティンも2位に浮上した。フライング・リザードのタイムは変わらず、LMGTE Amカテゴリーのトップを維持した。
最終セッションは木曜日の終わりに行われ、セッション始めに前年チャンピオンのアンドレ・ロッテラーが3:23.787というタイムをたたき出す。結局これがポールタイムとなり、アウディ・R18 e-tron クアトロ1番車がハイブリッド車として初のポールポジションを獲得した。アウディの3番車は第2セッションのタイムが最速となり、トップから0.2秒遅れの2番手となった。トヨタの8番車は1秒遅れの3番手となった。ADR-デルタはオーク・レーシングに0.5秒差を付けてLMP2カテゴリーのポールシッターとなった。LMGTEカテゴリーはいずれもタイムを縮めることができず、ラグジュアリー・レーシングのフェラーリとフライング・リザードのタイムのポルシェがポールシッターとなる。カテゴリー未分類のデルタウィングは第1セッションで3:42.612を出し、総合29番手となった。
ジャン＝クリストフ・ブイヨンは水曜日の予選セッション前の事故で負傷、肋骨に痛みを訴え、2日後に予選から除外された。代わりのドライバーは見つからなかったため、ペスカロロ-ジャッドの16番車はエマニュエル・コラールとスチュワート・ホールのみで参加した。

### 予選結果
各クラスのポールポジションは太字で表示。最速タイムは灰色地で表示。
| 順位 | No. | チーム                                 | 車両                                 | クラス    | 予選1回目 | 予選2回目 | 予選3回目 | 差      | グリッド |
| ---- | --- | -------------------------------------- | ------------------------------------ | --------- | --------- | --------- | --------- | ------- | -------- |
| 1    | 1   | アウディ・スポーツチーム ヨースト      | アウディ・R18 e-tron クアトロ        | LMP1      | 3:25.453  | 3:24.997  | 3:23.787  |         | 1        |
| 2    | 3   | アウディ・スポーツチーム ヨースト      | アウディ・R18 ウルトラ               | LMP1      | 3:26.694  | 3:24.078  | 3:27.578  | +0.291  | 2        |
| 3    | 8   | トヨタ・レーシング                     | トヨタ・TS030 HYBRID                 | LMP1      | 3:28.295  | 3:26.151  | 3:24.842  | +1.055  | 3        |
| 4    | 2   | アウディ・スポーツチーム ヨースト      | アウディ・R18 e-tron クアトロ        | LMP1      | 3:26.536  | 3:26.038  | 3:25.433  | +1.646  | 4        |
| 5    | 7   | トヨタ・レーシング                     | トヨタ・TS030 HYBRID                 | LMP1      | 3:27.191  | 3:26.502  | 3:25.488  | +1.701  | 5        |
| 6    | 4   | アウティ・スポーツ・ノースアメリカ     | アウディ・R18 ウルトラ               | LMP1      | 3:27.554  | 3:26.420  | 3:26.600  | +2.633  | 6        |
| 7    | 21  | ストラッカ・レーシング                 | HPD・ARX-03a-ホンダ                  | LMP1      | 3:32.750  | 3:29.622  | 3:37.253  | +5.835  | 7        |
| 8    | 12  | レベリオン・レーシング                 | ローラ・B12/60-トヨタ                | LMP1      | 3:33.211  | 3:29.837  | 3:34.476  | +6.050  | 8        |
| 9    | 13  | レベリオン・レーシング                 | ローラ・B12/60-トヨタ                | LMP1      | 3:33.140  | 3:31.866  | 3:41.533  | +8.079  | 9        |
| 10   | 17  | ペスカロロ・チーム                     | 童夢・S102.5-ジャッド                | LMP1      | 3:34.716  | 3:34.925  | 3:33.066  | +9.279  | 10       |
| 11   | 22  | JRM                                    | HPD・ARX-03a-ホンダ                  | LMP1      | 3:37.088  | No Time   | 3:35.421  | +11.634 | 11       |
| 12   | 15  | オーク・レーシング                     | オーク ペスカロロ・01-ジャッド       | LMP1      | 3:38.414  | 3:37.367  | 3:35.584  | +11.797 | 12       |
| 13   | 16  | ペスカロロ・チーム                     | ペスカロロ・03-ジャッド              | LMP1      | No Time   | 3:37.485  | 3:48.716  | +13.698 | -1       |
| 14   | 25  | ADR-デルタ                             | オレカ・03-ニッサン                  | LMP2      | 3:41.791  | 3:40.174  | 3:38.181  | +14.394 | 13       |
| 15   | 24  | オーク・レーシング                     | モーガン・LMP2-ジャッド              | LMP2      | 3:40.902  | 3:38.598  | 3:40.310  | +14.811 | 14       |
| 16   | 26  | シグナテック-ニッサン                  | オレカ・03-ニッサン                  | LMP2      | 3:42.157  | 3:39.152  | 3:44.622  | +15.365 | 15       |
| 17   | 46  | ティリエ・バイ・TDS・レーシング        | オレカ・03-ニッサン                  | LMP2      | 3:39.252  | 3:41.975  | 3:41.990  | +15.465 | 16       |
| 18   | 49  | ペコム・レーシング                     | オレカ・03-ニッサン                  | LMP2      | 3:41.916  | 3:39.711  | 3:40.292  | +15.924 | 17       |
| 19   | 48  | マーフィー・プロトタイプス             | オレカ・03-ニッサン                  | LMP2      | 3:39.877  | 3:40.652  | 3:42.057  | +16.090 | 18       |
| 20   | 35  | オーク・レーシング                     | モーガン・LMP2-ニッサン              | LMP2      | 3:41.721  | 3:39.899  | 3:41.707  | +16.112 | 19       |
| 21   | 30  | ステータス・グランプリ                 | ローラ・B12/80-ジャッド              | LMP2      | 3:41.451  | 3:42.518  | 3:40.280  | +16.493 | 20       |
| 22   | 44  | スターワークス・モータースポーツ       | HPD・ARX-03b-ホンダ                  | LMP2      | 3:40.639  | 3:41.863  | 3:40.471  | +16.684 | 21       |
| 23   | 45  | ブーツェン・ジニオン・レーシング       | オレカ・03-ニッサン                  | LMP2      | 3:40.727  | 3:43.763  | 3:42.949  | +16.940 | 22       |
| 24   | 42  | グリーヴズ・モータースポーツ           | ザイテック・Z11SN-ニッサン           | LMP2      | 3:42.125  | 3:40.738  | 3:43.230  | +16.951 | 23       |
| 25   | 38  | Jotaスポーツ                           | ザイテック・Z11SN-ニッサン           | LMP2      | 3:41.287  | 3:41.428  | No Time   | +17.500 | 24       |
| 26   | 23  | シグナテック-ニッサン                  | オレカ・03-ニッサン                  | LMP2      | 3:44.495  | 3:42.581  | 3:41.982  | +18.195 | 25       |
| 27   | 33  | レベル5・モータースポーツ              | HPD・ARX-03b-ホンダ                  | LMP2      | 3:42.224  | No Time   | 3:42.696  | +18.437 | 26       |
| 28   | 41  | グリーヴズ・モータースポーツ           | ザイテック・Z11SN-ニッサン           | LMP2      | 3:47.408  | 3:43.406  | 3:42.292  | +18.505 | 27       |
| 29   | 0   | ハイクロフト・レーシング               | デルタウィング-ニッサン              | Garage 56 | 3:42.612  | 3:48.142  | 3:50.903  | +18.825 | 28       |
| 30   | 40  | レース・パフォーマンス                 | オレカ・03-ジャッド                  | LMP2      | 3:48.124  | 3:43.619  | 3:46.200  | +19.832 | 29       |
| 31   | 31  | ロータス                               | ローラ・B12/80-ロータス              | LMP2      | 3:48.067  | No Time   | 3:45.664  | +21.877 | 30       |
| 32   | 28  | ガルフ・レーシング・ミドルイースト     | ローラ・B12/80-ニッサン              | LMP2      | 3:50.526  | 3:47.244  | 4:15.649  | +23.457 | 31       |
| 33   | 43  | エクストリーム・リミット ARIC          | ノーマ・MP2000-ジャッド              | LMP2      | 3:51.012  | 3:53.560  | 3:48.025  | +24.238 | 32       |
| 34   | 59  | ラグジュアリー・レーシング             | フェラーリ・458 GTC                  | LMGTE Pro | 3:56.076  | 3:55.393  | 3:58.647  | +31.606 | 33       |
| 35   | 97  | アストンマーティン・レーシング         | アストンマーティン・ヴァンテージ GTE | LMGTE Pro | 3:57.466  | 3:55.870  | 3:56.036  | +32.083 | 34       |
| 36   | 74  | コルベット・レーシング                 | シボレー・コルベット C6.R            | LMGTE Pro | 3:55.910  | 3:58.214  | 3:57.981  | +32.123 | 35       |
| 37   | 71  | AFコルセ                               | フェラーリ・458 GTC                  | LMGTE Pro | 3:57.509  | 3:58.960  | 3:56.484  | +32.697 | 36       |
| 38   | 73  | コルベット・レーシング                 | シボレー・コルベット C6.R            | LMGTE Pro | 3:57.181  | 3:59.433  | 3:59.471  | +33.394 | 37       |
| 39   | 79  | フライング・リザード・モータースポーツ | ポルシェ・997 GT3-RSR                | LMGTE Am  | 3:57.594  | 4:09.762  | 4:03.420  | +33.807 | 38       |
| 40   | 77  | チーム・フェルバーマイヤー・プロトン   | ポルシェ・997 GT3-RSR                | LMGTE Pro | 3:57.648  | 3:57.606  | 4:19.147  | +33.819 | 39       |
| 41   | 75  | プロスピード・コンペティション         | ポルシェ・997 GT3-RSR                | LMGTE Am  | 3:58.035  | 9:51.593  | 3:59.739  | +34.248 | 40       |
| 42   | 80  | フライング・リザード・モータースポーツ | ポルシェ・997 GT3-RSR                | LMGTE Pro | 3:58.717  | 4:00.011  | 3:59.372  | +34.930 | 41       |
| 43   | 99  | アストンマーティン・レーシング         | アストンマーティン・ヴァンテージ GTE | LMGTE Am  | 3:58.725  | 4:00.958  | No Time   | +34.938 | 42       |
| 44   | 58  | ラグジュアリー・レーシング             | フェラーリ・458 GTC                  | LMGTE Am  | 4:00.849  | 3:58.800  | No Time   | +35.013 | 43       |
| 45   | 29  | ガルフ・レーシング・ミドルイースト     | ローラ・B12/80-ニッサン              | LMP2      | 4:14.086  | No Time   | 3:58.895  | +35.108 | 44       |
| 46   | 88  | チーム・フェルバーマイヤー・プロトン   | ポルシェ・997 GT3-RSR                | LMGTE Am  | 3:59.529  | 3:59.181  | 3:59.971  | +35.394 | 45       |
| 47   | 50  | ラルブル・コンペティション             | シボレー・コルベット C6.R            | LMGTE Am  | 3:59.192  | 4:05.426  | 4:13.459  | +35.405 | 46       |
| 48   | 66  | JMWモータースポーツ                    | フェラーリ・458 GTC                  | LMGTE Pro | 4:00.883  | 3:59.638  | 4:10.192  | +35.851 | 47       |
| 49   | 51  | AFコルセ                               | フェラーリ・458 GTC                  | LMGTE Pro | No Time   | No Time   | 4:00.025  | +36.238 | 48       |
| 50   | 81  | AFコルセ                               | フェラーリ・458 GTC                  | LMGTE Am  | 4:04.493  | 4:00.288  | 4:00.924  | +36.501 | 49       |
| 51   | 67  | IMSA・パフォーマンス・マットムート     | ポルシェ・997 GT3-RSR                | LMGTE Am  | 4:00.332  | 4:00.829  | 4:07.180  | +36.545 | 50       |
| 52   | 61  | AFコルセ-ウォルトリップ                | フェラーリ・458 GTC                  | LMGTE Am  | 4:04.861  | 4:00.691  | 4:08.217  | +36.904 | 51       |
| 53   | 57  | クローン・レーシング                   | フェラーリ・458 GTC                  | LMGTE Am  | 4:04.698  | 4:04.075  | 4:02.323  | +38.536 | 52       |
| 54   | 83  | JMBレーシング                          | ポルシェ・997 GT3-RSR                | LMGTE Am  | 4:04.416  | 4:02.461  | 4:20.082  | +38.674 | 53       |
| 55   | 70  | ラルブル・コンペティション             | シボレー・コルベット C6.R            | LMGTE Am  | 4:03.021  | 4:02.969  | 4:09.709  | +39.182 | 54       |
| 56   | 55  | JWA-Avila                              | ポルシェ・997 GT3-RSR                | LMGTE Am  | 4:08.170  | 4:03.661  | 4:03.705  | +39.874 | 55       |

注：
- ^1 - No.16 ペスカロロ・03-ジャッド はピットレーンからスタート[14]。

## 決勝

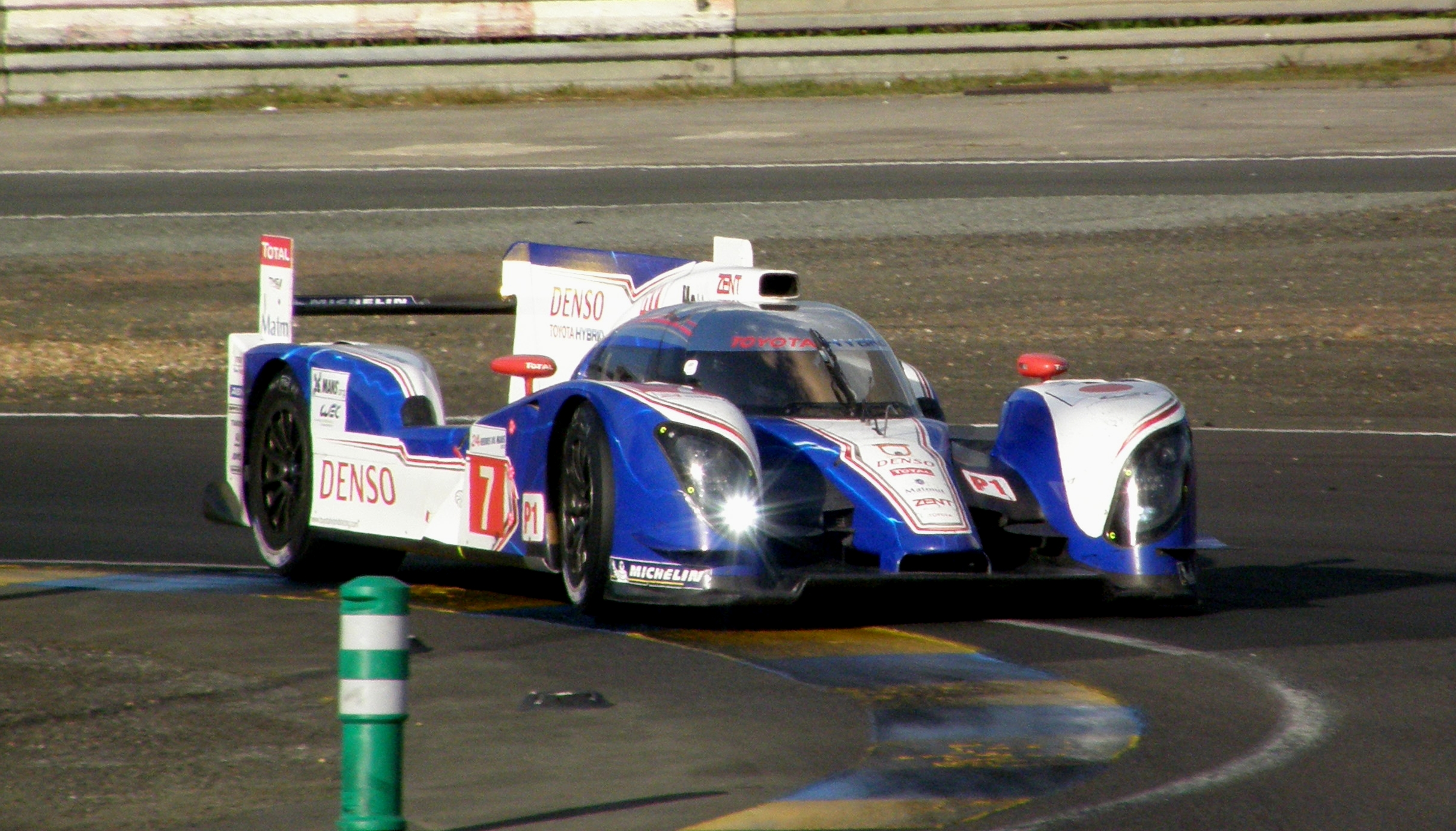
レース中の#7トヨタ・TS030 HYBRID

アウディのマルセル・フェスラー、ブノワ・トレルイエ、アンドレ・ロッテラー組がチームメイトに1ラップ差を付けて総合優勝した。アウディにとっては11回目、ヨースト・レーシングにとって12回目のル・マン優勝であった。また、アウディ・R18 e-tron クアトロはル・マンに優勝した初のハイブリッド車となった。加えて、初の四輪駆動車でもあった。優勝車は5151.8 kmを走行し、33回ピットストップを行った。アウディに対する1番の対抗馬であったトヨタは1999年以来の復帰であったが、いくつかのアクシデントとメカニカルトラブルのためいずれもリタイアとなった。アンソニー・デビッドソンのドライブした8番車は5時間を経過した時点でマルセーヌ・コーナーでAFコルセのフェラーリ81番車によって追突され、宙を舞って大破した。フェラーリはタイヤバリアに衝突した後ひっくり返って屋根から着地した。デビッドソンはこの事故で2つの脊椎を骨折したが、事故後直ちに自ら脱出した。中嶋一貴のドライブした7番車は、デビッドソンの事故後、1時間後のセーフティカー明けの再スタートでデルタウィングとポルシェカーブで接触した。接触の後、別のメカニカルトラブルで長い時間をかけて修理が行われたが、11時間経過の時点でエンジントラブルによりリタイアした。
LMP2カテゴリーはアメリカのスターワークス・モータースポーツ、ライアン・ダルジール、エンツォ・ポトリッチオ、トム・キンバー＝スミス組のHPD・ARX-03bが優勝した。LMGTE ProカテゴリーはAFコルセ、ジャンカルロ・フィジケラ、ジャンマリア・ブルーニ、トニ・バイランダー組のフェラーリ51番車、LMGTE Amカテゴリーはラルブル・コンペティション、パトリック・ボーンハウザー、ジュリアン・カナル、ペドロ・ラミー組のコルベット50番車が優勝した。決勝の行われた週末には24万人の観客動員となった。

### 決勝結果
各クラスの勝者は太字で表示。優勝ラップ数の70%（264）に満たない車両は非完走 (NC) で表示。
| 順位   | クラス    | No | チーム                                 | ドライバー                                                                       | シャシー                                               | タイヤ | 周回数 |
| 順位   | クラス    | No | チーム                                 | ドライバー                                                                       | エンジン                                               | タイヤ | 周回数 |
| ------ | --------- | -- | -------------------------------------- | -------------------------------------------------------------------------------- | ------------------------------------------------------ | ------ | ------ |
| 1      | LMP1      | 1  | アウディ・スポーツ・チーム・ヨースト   | - アンドレ・ロッテラー - マルセル・フェスラー - ブノワ・トレルイエ               | アウディ・R18 e-tron クアトロ                          | M      | 378    |
| 1      | LMP1      | 1  | アウディ・スポーツ・チーム・ヨースト   | - アンドレ・ロッテラー - マルセル・フェスラー - ブノワ・トレルイエ               | アウディ TDI 3.7 L ターボ V6 (ハイブリッド ディーゼル) | M      | 378    |
| 2      | LMP1      | 2  | アウディ・スポーツ・チーム・ヨースト   | - アラン・マクニッシュ - リナルド・カペッロ - トム・クリステンセン               | アウディ・R18 e-tron クアトロ                          | M      | 377    |
| 2      | LMP1      | 2  | アウディ・スポーツ・チーム・ヨースト   | - アラン・マクニッシュ - リナルド・カペッロ - トム・クリステンセン               | アウディ TDI 3.7 L ターボ V6 (ハイブリッド ディーゼル) | M      | 377    |
| 3      | LMP1      | 4  | アウティ・スポーツ・ノースアメリカ     | - オリバー・ジャービス - マルコ・ボナノミ - マイク・ロッケンフェラー             | アウディ・R18 ウルトラ                                 | M      | 375    |
| 3      | LMP1      | 4  | アウティ・スポーツ・ノースアメリカ     | - オリバー・ジャービス - マルコ・ボナノミ - マイク・ロッケンフェラー             | アウディ TDI 3.7 L ターボ V6 (ディーゼル)              | M      | 375    |
| 4      | LMP1      | 12 | レベリオン・レーシング                 | - ニコラ・プロスト - ニック・ハイドフェルド - ニール・ジャニ                     | ローラ・B12/60                                         | M      | 367    |
| 4      | LMP1      | 12 | レベリオン・レーシング                 | - ニコラ・プロスト - ニック・ハイドフェルド - ニール・ジャニ                     | トヨタ RV8KLM 3.4 L V8                                 | M      | 367    |
| 5      | LMP1      | 3  | アウディ・スポーツ・チーム・ヨースト   | - マルク・ジェネ - ロマン・デュマ - ロイック・デュバル                           | アウディ・R18 ウルトラ                                 | M      | 366    |
| 5      | LMP1      | 3  | アウディ・スポーツ・チーム・ヨースト   | - マルク・ジェネ - ロマン・デュマ - ロイック・デュバル                           | アウディ TDI 3.7 L ターボ V6 (ディーゼル)              | M      | 366    |
| 6      | LMP1      | 22 | JRM                                    | - デビッド・ブラバム - ピーター・ダンブレック - カルン・チャンドック             | HPD ARX-03a                                            | M      | 357    |
| 6      | LMP1      | 22 | JRM                                    | - デビッド・ブラバム - ピーター・ダンブレック - カルン・チャンドック             | ホンダ LM-V8 3.4 L V8                                  | M      | 357    |
| 7      | LMP2      | 44 | スターワークス・モータースポーツ       | - エンツォ・ポトリッチオ - ライアン・ダルジール - トム・キンバー＝スミス         | HPD ARX-03b                                            | D      | 354    |
| 7      | LMP2      | 44 | スターワークス・モータースポーツ       | - エンツォ・ポトリッチオ - ライアン・ダルジール - トム・キンバー＝スミス         | ホンダ HR28TT 2.8 L ターボ V6                          | D      | 354    |
| 8      | LMP2      | 46 | ティリエ・バイ・TDS・レーシング        | - ピエール・ティリエ - マティアス・ベシェ - クリストフ・タンソー                 | オレカ・03                                             | D      | 353    |
| 8      | LMP2      | 46 | ティリエ・バイ・TDS・レーシング        | - ピエール・ティリエ - マティアス・ベシェ - クリストフ・タンソー                 | ニッサン VK45DE 4.5 L V8                               | D      | 353    |
| 9      | LMP2      | 49 | ペコム・レーシング                     | - ルイス・ペレス・コンパンク - ピエール・カッファー - ソエイル・アヤリ           | オレカ・03                                             | D      | 352    |
| 9      | LMP2      | 49 | ペコム・レーシング                     | - ルイス・ペレス・コンパンク - ピエール・カッファー - ソエイル・アヤリ           | ニッサン VK45DE 4.5 L V8                               | D      | 352    |
| 10     | LMP2      | 26 | シグナテック-ニッサン                  | - ピエール・ラグ - ネルソン・パンシアティッシ - ロマン・ルシノフ                 | オレカ・03                                             | D      | 351    |
| 10     | LMP2      | 26 | シグナテック-ニッサン                  | - ピエール・ラグ - ネルソン・パンシアティッシ - ロマン・ルシノフ                 | ニッサン VK45DE 4.5 L V8                               | D      | 351    |
| 11     | LMP1      | 13 | レベリオン・レーシング                 | - アンドレア・ベリッチ - ジェロエン・ブリークモレン - アロルド・プリマー         | ローラ・B12/60                                         | M      | 350    |
| 11     | LMP1      | 13 | レベリオン・レーシング                 | - アンドレア・ベリッチ - ジェロエン・ブリークモレン - アロルド・プリマー         | トヨタ RV8KLM 3.4 L V8                                 | M      | 350    |
| 12     | LMP2      | 41 | グリーヴズ・モータースポーツ           | - クリスチャン・ズゲル - エルトン・ジュリアン - リカルド・ゴンザレス             | ザイテック・Z11SN                                      | D      | 348    |
| 12     | LMP2      | 41 | グリーヴズ・モータースポーツ           | - クリスチャン・ズゲル - エルトン・ジュリアン - リカルド・ゴンザレス             | ニッサン VK45DE 4.5 L V8                               | D      | 348    |
| 13     | LMP2      | 25 | ADR-デルタ                             | - ジョン・マーティン - トー・グラーブ - ヤン・チャロウズ                         | オレカ・03                                             | D      | 346    |
| 13     | LMP2      | 25 | ADR-デルタ                             | - ジョン・マーティン - トー・グラーブ - ヤン・チャロウズ                         | ニッサン VK45DE 4.5 L V8                               | D      | 346    |
| 14     | LMP2      | 35 | オーク・レーシング                     | - デイヴィッド・ハイネマイヤー・ハンソン - バス・リンダース - マキシム・マルタン | モーガン・LMP2                                         | D      | 341    |
| 14     | LMP2      | 35 | オーク・レーシング                     | - デイヴィッド・ハイネマイヤー・ハンソン - バス・リンダース - マキシム・マルタン | ニッサン VK45DE 4.5 L V8                               | D      | 341    |
| 15     | LMP2      | 42 | グリーヴズ・モータースポーツ           | - アレックス・ブランドル - マーティン・ブランドル - ルーカス・オルドネス         | ザイテック・Z11SN                                      | D      | 340    |
| 15     | LMP2      | 42 | グリーヴズ・モータースポーツ           | - アレックス・ブランドル - マーティン・ブランドル - ルーカス・オルドネス         | ニッサン VK45DE 4.5 L V8                               | D      | 340    |
| 16     | LMP2      | 23 | シグナテック-ニッサン                  | - ジョルダン・トレッソン - フランク・マイルー - オリビエ・ロンバール             | オレカ・03                                             | D      | 340    |
| 16     | LMP2      | 23 | シグナテック-ニッサン                  | - ジョルダン・トレッソン - フランク・マイルー - オリビエ・ロンバール             | ニッサン VK45DE 4.5 L V8                               | D      | 340    |
| 17     | LMGTE Pro | 51 | AFコルセ                               | - ジャンカルロ・フィジケラ - ジャンマリア・ブルーニ - トニ・バイランダー         | フェラーリ・458イタリア GTC                            | M      | 336    |
| 17     | LMGTE Pro | 51 | AFコルセ                               | - ジャンカルロ・フィジケラ - ジャンマリア・ブルーニ - トニ・バイランダー         | フェラーリ 4.5 L V8                                    | M      | 336    |
| 18     | LMGTE Pro | 59 | ラグジュアリー・レーシング             | - フレデリック・マコヴィッキィ - ジャイメ・メロ - ドミニク・ファーンバッハー     | フェラーリ・458イタリア GTC                            | M      | 333    |
| 18     | LMGTE Pro | 59 | ラグジュアリー・レーシング             | - フレデリック・マコヴィッキィ - ジャイメ・メロ - ドミニク・ファーンバッハー     | フェラーリ 4.5 L V8                                    | M      | 333    |
| 19     | LMGTE Pro | 97 | アストンマーティン・レーシング         | - シュテファン・ミュッケ - エイドリアン・フェルナンデス - ダレン・ターナー       | アストンマーティン・ヴァンテージ GTE                   | M      | 332    |
| 19     | LMGTE Pro | 97 | アストンマーティン・レーシング         | - シュテファン・ミュッケ - エイドリアン・フェルナンデス - ダレン・ターナー       | アストンマーティン 4.5 L V8                            | M      | 332    |
| 20     | LMGTE Am  | 50 | ラルブル・コンペティション             | - パトリック・ボーンハウザー - ジュリアン・カナル - ペドロ・ラミー               | シボレー・コルベット C6.R                              | M      | 329    |
| 20     | LMGTE Am  | 50 | ラルブル・コンペティション             | - パトリック・ボーンハウザー - ジュリアン・カナル - ペドロ・ラミー               | シボレー 5.5 L V8                                      | M      | 329    |
| 21     | LMGTE Am  | 67 | IMSA・パフォーマンス・マットムート     | - アンソニー・ポンス - ニコラ・アルマンド - レイモン・ナラク                     | ポルシェ・997 GT3-RSR                                  | M      | 328    |
| 21     | LMGTE Am  | 67 | IMSA・パフォーマンス・マットムート     | - アンソニー・ポンス - ニコラ・アルマンド - レイモン・ナラク                     | ポルシェ 4.0 L 水平対向6気筒                           | M      | 328    |
| 22     | LMGTE Pro | 71 | AFコルセ                               | - アンドレア・ベルトリーニ - オリビエ・ベレッタ - マルコ・チオーチ               | フェラーリ・458イタリア GTC                            | M      | 326    |
| 22     | LMGTE Pro | 71 | AFコルセ                               | - アンドレア・ベルトリーニ - オリビエ・ベレッタ - マルコ・チオーチ               | フェラーリ 4.5 L V8                                    | M      | 326    |
| 23     | LMGTE Pro | 73 | コルベット・レーシング                 | - アントニオ・ガルシア - ヤン・マグヌッセン - ジョーダン・テイラー               | シボレー・コルベット C6.R                              | M      | 326    |
| 23     | LMGTE Pro | 73 | コルベット・レーシング                 | - アントニオ・ガルシア - ヤン・マグヌッセン - ジョーダン・テイラー               | シボレー 5.5 L V8                                      | M      | 326    |
| 24     | LMP2      | 45 | ブーツェン・ジニオン・レーシング       | - バスティン・ブリエール - 中野信治 - ジェンス・ペターゼン                       | オレカ・03                                             | D      | 325    |
| 24     | LMP2      | 45 | ブーツェン・ジニオン・レーシング       | - バスティン・ブリエール - 中野信治 - ジェンス・ペターゼン                       | ニッサン VK45DE 4.5 L V8                               | D      | 325    |
| 25     | LMGTE Am  | 57 | クローン・レーシング                   | - トレーシー・クローン - ニクラス・ジョンソン - ミケーレ・ルゴロ                 | フェラーリ・458イタリア GTC                            | D      | 323    |
| 25     | LMGTE Am  | 57 | クローン・レーシング                   | - トレーシー・クローン - ニクラス・ジョンソン - ミケーレ・ルゴロ                 | フェラーリ 4.5 L V8                                    | D      | 323    |
| 26     | LMP2      | 40 | レース・パフォーマンス                 | - ミケル・フライ - ジョナサン・ハーシ - ラルフ・マイクトリー                     | オレカ・03                                             | D      | 320    |
| 26     | LMP2      | 40 | レース・パフォーマンス                 | - ミケル・フライ - ジョナサン・ハーシ - ラルフ・マイクトリー                     | ジャッド HK 3.6 L V8                                   | D      | 320    |
| 27     | LMGTE Am  | 79 | フライング・リザード・モータースポーツ | - セス・ネイマン - スペンサー・パンペリー - パトリック・ピレ                     | ポルシェ・997 GT3-RSR                                  | M      | 313    |
| 27     | LMGTE Am  | 79 | フライング・リザード・モータースポーツ | - セス・ネイマン - スペンサー・パンペリー - パトリック・ピレ                     | ポルシェ 4.0 L 水平対向6気筒                           | M      | 313    |
| 28     | LMGTE Am  | 70 | ラルブル・コンペティション             | - クリストフ・ブーレ - パスカル・ギボン - ジャン＝フィリップ・ベロク             | シボレー・コルベット C6.R                              | M      | 309    |
| 28     | LMGTE Am  | 70 | ラルブル・コンペティション             | - クリストフ・ブーレ - パスカル・ギボン - ジャン＝フィリップ・ベロク             | シボレー 5.5 L V8                                      | M      | 309    |
| 29     | LMP2      | 43 | エクストリーム・リミット ARIC          | - ファビアン・ロジエ - フィリップ・ハーゼブロウク - フィリップ・ティリオン       | ノーマ・M200P                                          | D      | 308    |
| 29     | LMP2      | 43 | エクストリーム・リミット ARIC          | - ファビアン・ロジエ - フィリップ・ハーゼブロウク - フィリップ・ティリオン       | ジャッド HK 3.6 L V8                                   | D      | 308    |
| 30     | LMP1      | 21 | ストラッカ・レーシング                 | - ニック・レヴェンティス - ジョニー・ケイン - ダニー・ワッツ                     | HPD ARX-03a                                            | M      | 303    |
| 30     | LMP1      | 21 | ストラッカ・レーシング                 | - ニック・レヴェンティス - ジョニー・ケイン - ダニー・ワッツ                     | ホンダ LM-V8 3.4 L V8                                  | M      | 303    |
| 31     | LMGTE Am  | 61 | AFコルセ-ウォルトリップ                | - ロバート・カウフマン - ブライアン・ヴィッカーズ - ルイ・アグアス               | フェラーリ・458イタリア GTC                            | M      | 294    |
| 31     | LMGTE Am  | 61 | AFコルセ-ウォルトリップ                | - ロバート・カウフマン - ブライアン・ヴィッカーズ - ルイ・アグアス               | フェラーリ 4.5 L V8                                    | M      | 294    |
| 32     | LMGTE Am  | 83 | JMBレーシング                          | - マニュエル・ロドリゲス - フィリップ・イリアノ - アラン・フェルテ               | フェラーリ・458イタリア GTC                            | M      | 292    |
| 32     | LMGTE Am  | 83 | JMBレーシング                          | - マニュエル・ロドリゲス - フィリップ・イリアノ - アラン・フェルテ               | フェラーリ 4.5 L V8                                    | M      | 292    |
| 33     | LMGTE Am  | 55 | JWA-Avila                              | - ポール・ダニエルズ - ジョエル・カマティアス - マルクス・パルタッラ             | ポルシェ・997 GT3-RSR                                  | P      | 290    |
| 33     | LMGTE Am  | 55 | JWA-Avila                              | - ポール・ダニエルズ - ジョエル・カマティアス - マルクス・パルタッラ             | ポルシェ 4.0 L 水平対向6気筒                           | P      | 290    |
| 34 NC  | LMGTE Pro | 74 | コルベット・レーシング                 | - オリバー・ギャビン - リチャード・ウェストブルック - トミー・ミルナー           | シボレー・コルベット C6.R                              | M      | 215    |
| 34 NC  | LMGTE Pro | 74 | コルベット・レーシング                 | - オリバー・ギャビン - リチャード・ウェストブルック - トミー・ミルナー           | シボレー 5.5 L V8                                      | M      | 215    |
| 35 NC  | LMP1      | 17 | ペスカロロ・チーム                     | - ニコラ・ミナシアン - セバスチャン・ボーデ - 荒聖治                             | 童夢 S102.5                                            | M      | 203    |
| 35 NC  | LMP1      | 17 | ペスカロロ・チーム                     | - ニコラ・ミナシアン - セバスチャン・ボーデ - 荒聖治                             | ジャッド DB 3.4 L V8                                   | M      | 203    |
| 36 DNF | LMP2      | 38 | Jotaスポーツ                           | - サム・ハンコック - サイモン・ドゥーラン - 黒澤治樹                             | ザイテック・Z11SN                                      | D      | 271    |
| 36 DNF | LMP2      | 38 | Jotaスポーツ                           | - サム・ハンコック - サイモン・ドゥーラン - 黒澤治樹                             | ニッサン VK45DE 4.5 L V8                               | D      | 271    |
| 37 DNF | LMP2      | 33 | レベル5・モータースポーツ              | - スコット・タッカー - クリストフ・ブシュー - ルイス・ディアス                   | HPD ARX-03b                                            | D      | 240    |
| 37 DNF | LMP2      | 33 | レベル5・モータースポーツ              | - スコット・タッカー - クリストフ・ブシュー - ルイス・ディアス                   | ホンダ HR28TT 2.8 L ターボ V6                          | D      | 240    |
| 38 DNF | LMP2      | 30 | ステータス・グランプリ                 | - アレクサンダー・シムズ - イェルマー・バーマン - ロマン・イアネッタ             | ローラ・B12/80                                         | D      | 239    |
| 38 DNF | LMP2      | 30 | ステータス・グランプリ                 | - アレクサンダー・シムズ - イェルマー・バーマン - ロマン・イアネッタ             | ジャッド HK 3.6 L V8                                   | D      | 239    |
| 39 DNF | LMGTE Am  | 88 | チーム・フェルバーマイヤー・プロトン   | - クリスチャン・リード - ジャンルカ・ロダ - パオロ・ルベルティ                   | ポルシェ・997 GT3-RSR                                  | M      | 222    |
| 39 DNF | LMGTE Am  | 88 | チーム・フェルバーマイヤー・プロトン   | - クリスチャン・リード - ジャンルカ・ロダ - パオロ・ルベルティ                   | ポルシェ 4.0 L 水平対向6気筒                           | M      | 222    |
| 40 DNF | LMP1      | 15 | オーク・レーシング                     | - フランク・モンタニー - ドミニク・クライハマー - ベルトラン・バゲット           | オーク ペスカロロ・01                                  | D      | 219    |
| 40 DNF | LMP1      | 15 | オーク・レーシング                     | - フランク・モンタニー - ドミニク・クライハマー - ベルトラン・バゲット           | ジャッド DB 3.4 L V8                                   | D      | 219    |
| 41 DNF | LMGTE Pro | 66 | JMWモータースポーツ                    | - ジョニー・コッカー - ジェームズ・ウォーカー - ロジャー・ウィルズ               | フェラーリ・458イタリア GTC                            | D      | 204    |
| 41 DNF | LMGTE Pro | 66 | JMWモータースポーツ                    | - ジョニー・コッカー - ジェームズ・ウォーカー - ロジャー・ウィルズ               | フェラーリ 4.5 L V8                                    | D      | 204    |
| 42 DNF | LMP2      | 48 | マーフィー・プロトタイプス             | - ジョディ・ファース - ワーレン・ヒューズ - ブレンドン・ハートレイ               | オレカ・03                                             | D      | 196    |
| 42 DNF | LMP2      | 48 | マーフィー・プロトタイプス             | - ジョディ・ファース - ワーレン・ヒューズ - ブレンドン・ハートレイ               | ニッサン VK45DE 4.5 L V8                               | D      | 196    |
| 43 DNF | LMGTE Pro | 77 | チーム・フェルバーマイヤー・プロトン   | - リヒャルト・リーツ - マルク・リープ - ヴォルフ・ヘンツラー                     | ポルシェ・997 GT3-RSR                                  | M      | 185    |
| 43 DNF | LMGTE Pro | 77 | チーム・フェルバーマイヤー・プロトン   | - リヒャルト・リーツ - マルク・リープ - ヴォルフ・ヘンツラー                     | ポルシェ 4.0 L 水平対向6気筒                           | M      | 185    |
| 44 DNF | LMGTE Am  | 75 | プロスピード・コンペティション         | - アブドルアジズ・アル・ファイサル - ブレット・カーティス - シーン・エドワーズ   | ポルシェ・997 GT3-RSR                                  | M      | 180    |
| 44 DNF | LMGTE Am  | 75 | プロスピード・コンペティション         | - アブドルアジズ・アル・ファイサル - ブレット・カーティス - シーン・エドワーズ   | ポルシェ 4.0 L 水平対向6気筒                           | M      | 180    |
| 45 DNF | LMP2      | 31 | ロータス                               | - トーマス・ホルツァー - ミルコ・シュールティス - ルカ・モロ                     | ローラ・B12/80                                         | D      | 155    |
| 45 DNF | LMP2      | 31 | ロータス                               | - トーマス・ホルツァー - ミルコ・シュールティス - ルカ・モロ                     | ロータス (ジャッド) 3.6 L V8                           | D      | 155    |
| 46 DNF | LMGTE Am  | 58 | ラグジュアリー・レーシング             | - ピエール・エレット - グンナー・ジャネット - フランキー・モンテカルボ           | フェラーリ・458イタリア GTC                            | M      | 146    |
| 46 DNF | LMGTE Am  | 58 | ラグジュアリー・レーシング             | - ピエール・エレット - グンナー・ジャネット - フランキー・モンテカルボ           | フェラーリ 4.5 L V8                                    | M      | 146    |
| 47 DNF | LMP2      | 24 | オーク・レーシング                     | - ジャック・ニコレ - マテュー・ライエ - オリヴィエ・プラ                         | モーガン・LMP2                                         | D      | 139    |
| 47 DNF | LMP2      | 24 | オーク・レーシング                     | - ジャック・ニコレ - マテュー・ライエ - オリヴィエ・プラ                         | ジャッド HK 3.6 L V8                                   | D      | 139    |
| 48 DNF | LMP1      | 7  | トヨタ・レーシング                     | - アレクサンダー・ヴルツ - 中嶋一貴 - ニコラ・ラピエール                         | トヨタ・TS030 HYBRID                                   | M      | 134    |
| 48 DNF | LMP1      | 7  | トヨタ・レーシング                     | - アレクサンダー・ヴルツ - 中嶋一貴 - ニコラ・ラピエール                         | トヨタ 3.4 L V8 (ハイブリッド)                         | M      | 134    |
| 49 DNF | LMGTE Pro | 80 | フライング・リザード・モータースポーツ | - ヨルグ・ベルグマイスター - マルコ・ホルツァー - パトリック・ロング             | ポルシェ・997 GT3-RSR                                  | M      | 114    |
| 49 DNF | LMGTE Pro | 80 | フライング・リザード・モータースポーツ | - ヨルグ・ベルグマイスター - マルコ・ホルツァー - パトリック・ロング             | ポルシェ 4.0 L 水平対向6気筒                           | M      | 114    |
| 50 DNF | LMP2      | 28 | ガルフ・レーシング・ミドルイースト     | - ファビエン・ジロイ - ルドヴィク・バディ - ステファン・ヨハンソン               | ローラ・B12/80                                         | D      | 92     |
| 50 DNF | LMP2      | 28 | ガルフ・レーシング・ミドルイースト     | - ファビエン・ジロイ - ルドヴィク・バディ - ステファン・ヨハンソン               | ニッサン VK45DE 4.5 L V8                               | D      | 92     |
| 51 DNF | LMP1      | 8  | トヨタ・レーシング                     | - アンソニー・デビッドソン - セバスチャン・ブエミ - ステファン・サラザン         | トヨタ・TS030 HYBRID                                   | M      | 82     |
| 51 DNF | LMP1      | 8  | トヨタ・レーシング                     | - アンソニー・デビッドソン - セバスチャン・ブエミ - ステファン・サラザン         | トヨタ 3.4 L V8 (ハイブリッド)                         | M      | 82     |
| 52 DNF | Garage 56 | 0  | ハイクロフト・レーシング               | - マリーノ・フランキッティ - ミハエル・クルム - 本山哲                           | デルタウィング                                         | M      | 75     |
| 52 DNF | Garage 56 | 0  | ハイクロフト・レーシング               | - マリーノ・フランキッティ - ミハエル・クルム - 本山哲                           | ニッサン 1.6 L ターボ I4                               | M      | 75     |
| 53 DNF | LMGTE Am  | 81 | AFコルセ                               | - ピエルジュゼッペ・パラジーニ - ニキ・カデイ - マット・グリフィン               | フェラーリ・458イタリア GTC                            | M      | 70     |
| 53 DNF | LMGTE Am  | 81 | AFコルセ                               | - ピエルジュゼッペ・パラジーニ - ニキ・カデイ - マット・グリフィン               | フェラーリ 4.5 L V8                                    | M      | 70     |
| 54 DNF | LMGTE Am  | 99 | アストンマーティン・レーシング         | - クリストファー・ニギャルド - クリスチャン・ポールゼン - アラン・シモンセン     | アストンマーティン・ヴァンテージ GTE                   | M      | 31     |
| 54 DNF | LMGTE Am  | 99 | アストンマーティン・レーシング         | - クリストファー・ニギャルド - クリスチャン・ポールゼン - アラン・シモンセン     | アストンマーティン 4.5 L V8                            | M      | 31     |
| 55 DNF | LMP1      | 16 | ペスカロロ・チーム                     | - エマニュエル・コラール - スチュワート・ホール                                  | ペスカロロ・03                                         | M      | 20     |
| 55 DNF | LMP1      | 16 | ペスカロロ・チーム                     | - エマニュエル・コラール - スチュワート・ホール                                  | ジャッド DB 3.4 L V8                                   | M      | 20     |
| 56 DNF | LMP2      | 29 | ガルフ・レーシング・ミドルイースト     | - 井原慶子 - ジャン＝デニ・デルトラズ - マーク・ロスタン                         | ローラ・B12/80                                         | D      | 17     |
| 56 DNF | LMP2      | 29 | ガルフ・レーシング・ミドルイースト     | - 井原慶子 - ジャン＝デニ・デルトラズ - マーク・ロスタン                         | ニッサン VK45DE 4.5 L V8                               | D      | 17     |

## 参照
1. ↑  Dagys, John (2011年11月12日). “LE MANS: 2012 WEC Schedule Released”.   Speed Channel, Inc.. 2011年11月12日時点のオリジナルよりアーカイブ。2011年11月19日閲覧。
2. 1 2  Sarah Holt (2012年6月17日). “Audi triumphant again at Le Mans”. Reuters. 2012年6月17日閲覧。
3. 1 2  Dagys, John (2012年6月17日). “LE MANS: Audi Sweeps LM24, Claims First Hybrid Victory”. SpeedTV.com.  Speed Channel. 2012年6月16日閲覧。
4. 1 2  “The 80th 24 hours of Le Mans in numbers”. lemans.org.  Automobile Club de l'Ouest (2012年6月17日). 2012年6月18日閲覧。
5. ↑  “Le Mans 24 Hours to avoid clash with Formula 1 next year”. Autosport.com.  Haymarket Press (2011年8月29日). 2011年8月29日閲覧。
6. ↑  “Stars, premieres, innovations! A rush to tackle the Le Mans circuit!”. lemans.org.  Automobile Club de l'Ouest (2012年4月16日). 2012年4月16日閲覧。
7. ↑  “Grande Parade des Pilotes des 24 Heures du Mans”. 2012年4月17日閲覧。
8. ↑  “Automatic Selection: Invitations to take part in the 2012 "24 Heures du Mans" Qualifying Practice sessions” (PDF). lemans.org.  Automobile Club de l'Ouest (2011年11月24日). 2011年11月24日閲覧。
9. ↑  “LE MANS: DeltaWing To Build LMP1 Car For 2012 LM24 Race”.  SpeedTV.com (2011年6月9日). 2011年8月8日閲覧。
10. ↑  “GreenGT LMP H2 invited as experimental prototype by the ACO to race at the 24 Hours of Le Mans in 2012” (PDF).   GreenGT. 2011年8月8日閲覧。
11. ↑  “Courage 0.12: Objectif Le Mans!” (PDF) (French).  Courage Technology (2011年6月8日). 2011年8月8日閲覧。
12. 1 2  “2012 Le Mans 24 Hours and the  FIA World Endurance Championship A superb field”. lemans.org.  Automobile Club de l'Ouest (2012年2月2日). 2012年2月2日閲覧。
13. ↑  “Only two drivers will race for the No.16 Pescarolo”. LeMans.org (Automobile Club de l'Ouest). (2012年6月15日) 2012年6月16日閲覧。
14. ↑  “80o Edition des 24 Heures du Mans Race Starting Grid” (PDF). fiawec.alkamelsystems.com.  Automobile Club de l'Ouest (2012年6月16日). 2012年6月17日閲覧。
15. ↑  “Anthony Davidson breaks back after Le Mans 24 Hour accident”. BBC Sport.  BBC (2012年6月17日). 2012年6月18日閲覧。
16. ↑  一貴「本山さんには申し訳ない」接触の状況を語る - オートスポーツweb（2012年6月17日）
17. ↑  Beer, Matt (2012年6月17日). “Audi #1 crew claims first hybrid Le Mans victory”. Autosport.com.  Haymarket Press. 2012年6月17日閲覧。
18. ↑  “24 Hours of Le Mans 2012: 240, 000 spectators!”. lemans.org.  Automobile Club de l'Ouest (2012年6月17日). 2012年6月18日閲覧。
19. ↑  “FIA WEC 80° Edition des 24 Heures du Mans Race Final Classification” (PDF). lemans.org.  Automobile Club de l'Ouest (2012年6月17日). 2012年6月17日閲覧。